# Pfarrkirche Sooß

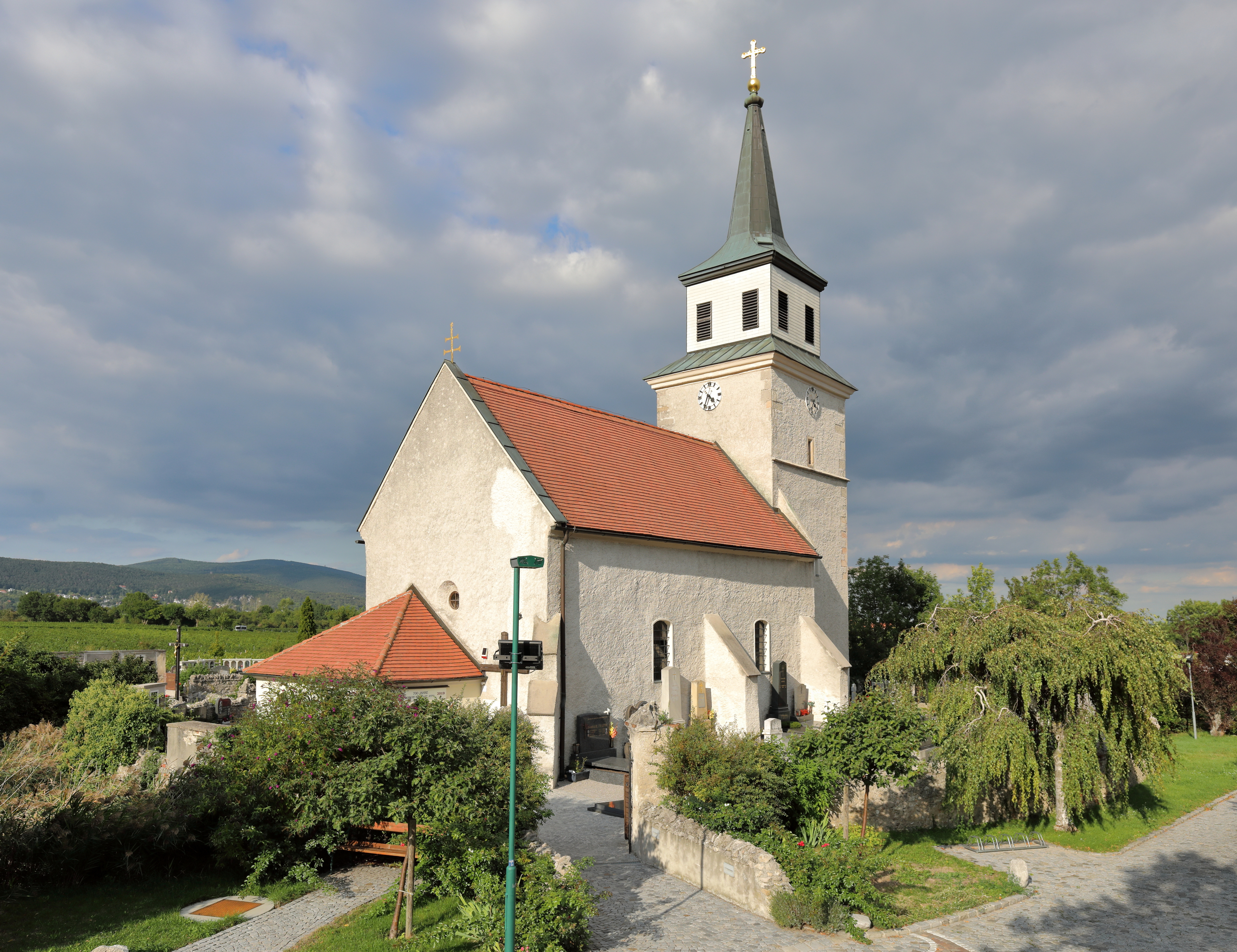
Katholische Pfarrkirche hl. Anna in Sooß

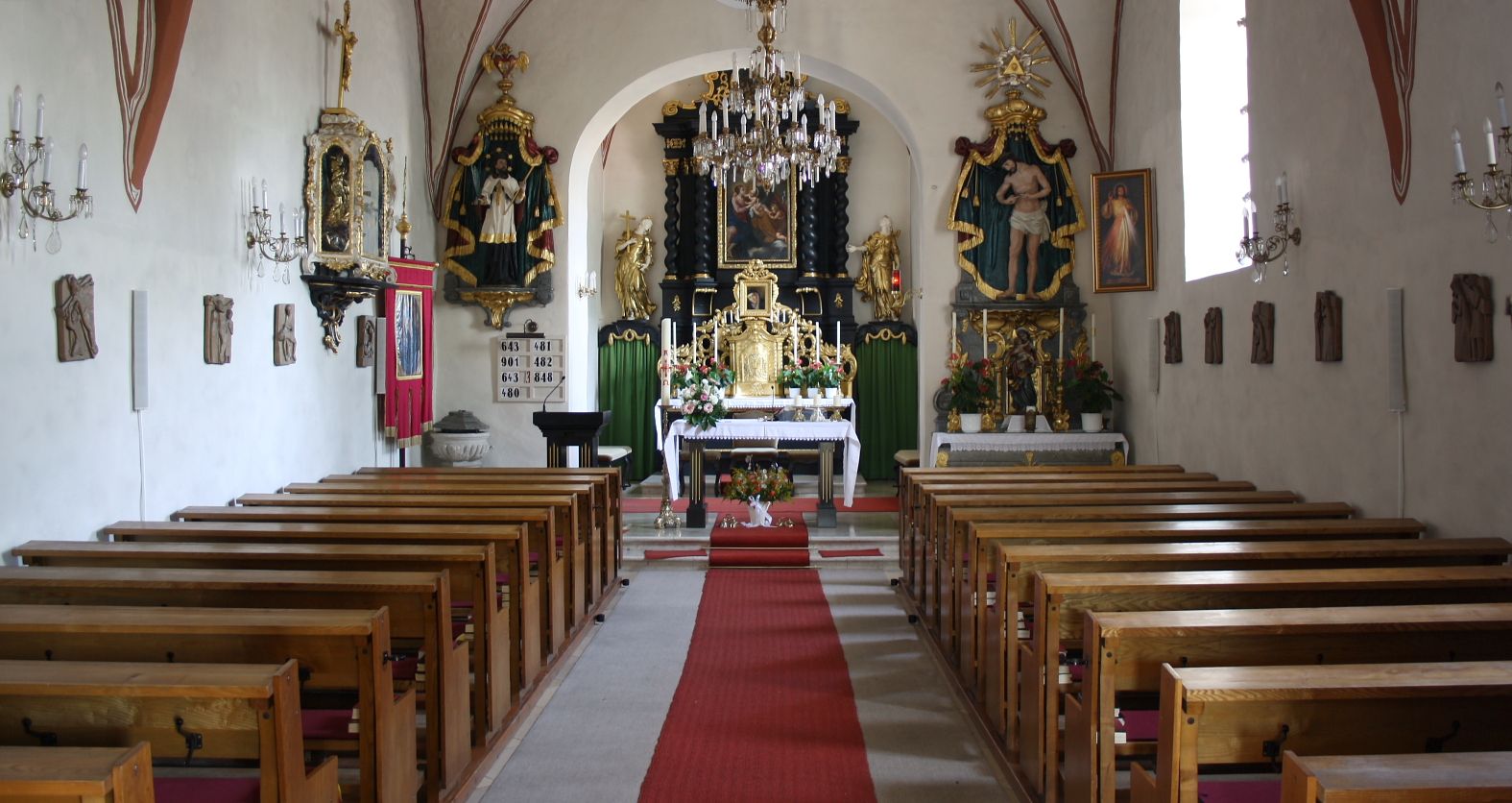
Langhaus, Blick zum Chor

Die römisch-katholische Pfarrkirche Sooß steht auf freiem Feld im Norden der Marktgemeinde Sooß im Bezirk Baden in Niederösterreich. Die dem Patrozinium hl. Anna unterstellte Pfarrkirche gehört zum Dekanat Baden in der Erzdiözese Wien. Die ehemalige Wehrkirche steht mit dem Friedhof und der Ummauerung unter Denkmalschutz (Listeneintrag).

## Geschichte
Urkundlich wurde 1319 eine Kirche genannt. Die Filiale der Pfarre Baden wurde 1783 eine selbständige Pfarre.
Die spätgotische Chorturmkirche aus der zweiten Hälfte des 15. Jahrhunderts steht in einem ummauerten Friedhof mit einem teils erhaltenen Wehrgraben im Norden, Osten und Westen.

## Architektur
Das barock veränderte Langhaus ist mit gedrungenen Strebepfeilern mit steilen Pulten und schlichten barocken Korbbogenfenstern gegliedert. Der Westfront vorgestellt ist eine Vorhalle mit Giebelkreuz mit einer kleinen Figur des Auferstandenen aus der zweiten Hälfte des 18. Jahrhunderts. Der mächtige Chorturm hat eine eingezogene Glockenstube, eine Eckquaderung, Kaffgesims und Mauerschlitze in abgeschrägten Steinrahmen aus dem 15. Jahrhundert. Der Turm trägt einen Spitzhelm. Im Norden ist in zwei Geschoßen eine Sakristei und ein Oratorium angebaut.

## Ausstattung
Die einschiffige Hallenkirche ist mit einem Hochaltar ausgestattet. Die großformatigen, farbig gefassten und vergoldeten Reliefs an den Seiten zeigen den Hl. Johannes Nepomuk und Christus mit seinen Wundmalen. Beide Figuren sind unter faltenreichen Baldachinen postiert, die mit vergoldeten Kronen versehen sind und auf denen jeweils eine Allegorie der Liebe bzw. ein Auge der Vorsehung postiert sind.
Der barocke Hochaltar mit vier gewendelten Säulen entstand im ersten Viertel des 18. Jahrhunderts. Das Altarblatt mit der hl. Anna selbdritt und dem Johannesknaben stammt aus dem dritten Viertel des 18. Jahrhunderts, das Bild im Auszug mit dem Martyrium des hl. Sebastian entstand im ersten Viertel des 18. Jahrhunderts. Der Altar wird flankiert von den vergoldeten allegorischen Figuren von Glaube und Hoffnung, entstanden um 1770/1780.
Der Chor hat ein Platzlgewölbe. Die spätbarocke Orgelempore entstand im vierten Viertel des 18. Jahrhunderts. An der nördlichen Langhauswand steht ein Rokoko-Glasschrein auf einer Konsole mit Statuetten der Heiligen Familie aus dem dritten Viertel des 18. Jahrhunderts. Die Steinreliefs des Kreuzwegs entstanden im 20. Jahrhundert. Eine Glocke nennt Franz Ulrich Scheichel 1732.
Die Orgel aus 1965 mit 7 Registern wurde von Rudolf Novak gebaut.